# Mergulho à distância

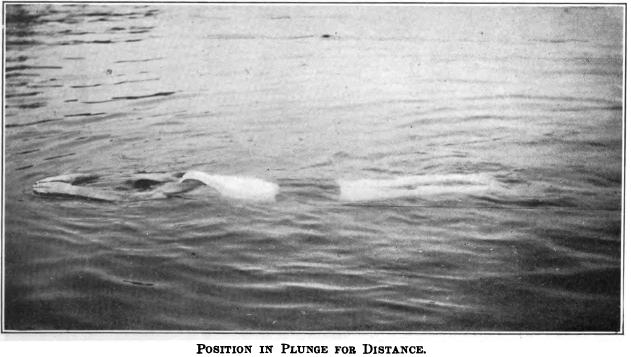
Mergulho à distância

Mergulho à distância foi um esporte que fez parte de uma olimpíada, em Saint Louis 1904.
Tratava-se essencialmente de um salto à distancia na piscina. Quem chegasse mais longe dentro de 60 segundos ou antes de vir a tona para respirar era o vencedor. Porém, nadar era proibido – uma vez na água, o competidor tinha que permanecer imóvel.

## Medalhistas Olímpicos
| Evento                      | Ouro                                        | Prata                                    | Bronze                                   |
| --------------------------- | ------------------------------------------- | ---------------------------------------- | ---------------------------------------- |
| Saint Louis 1904 (detalhes) | William Dickey - 19.05 m USA Estados Unidos | Edgar Adams - 17.52 m USA Estados Unidos | Leo Goodwin - 17.37 m USA Estados Unidos |